# لويز شارون
لويز شارون هي قاضية كندية، ولدت في 2 مارس 1951 في ويست نيبسينغ في كندا.